# Tiosulfato
Los tiosulfatos son las sales del hipotético ácido tiosulfúrico H2S2O3. 
La fórmula química del anión tiosulfato es S2O32-. Son estables en medios con pH básico y neutro y se descomponen bajo formación de azufre elemental, ácido sulfhídrico (H2S), óxido de azufre (IV) (SO2) y trazas de otros compuestos azufrados en presencia de un ácido. Su estructura es tetraédrica con un átomo central de azufre rodeado de tres átomos de oxígeno y otro átomo de azufre. Los tiosulfatos son fácilmente oxidables, pudiendo reaccionar con oxidantes suaves como el yodo elemental para formar tetrationatos (O3S-S-S-SO32-). El prefijo tio indica la presencia de un átomo de azufre que de manera análoga corresponde a un átomo de oxígeno en los sulfatos.

## Aplicación

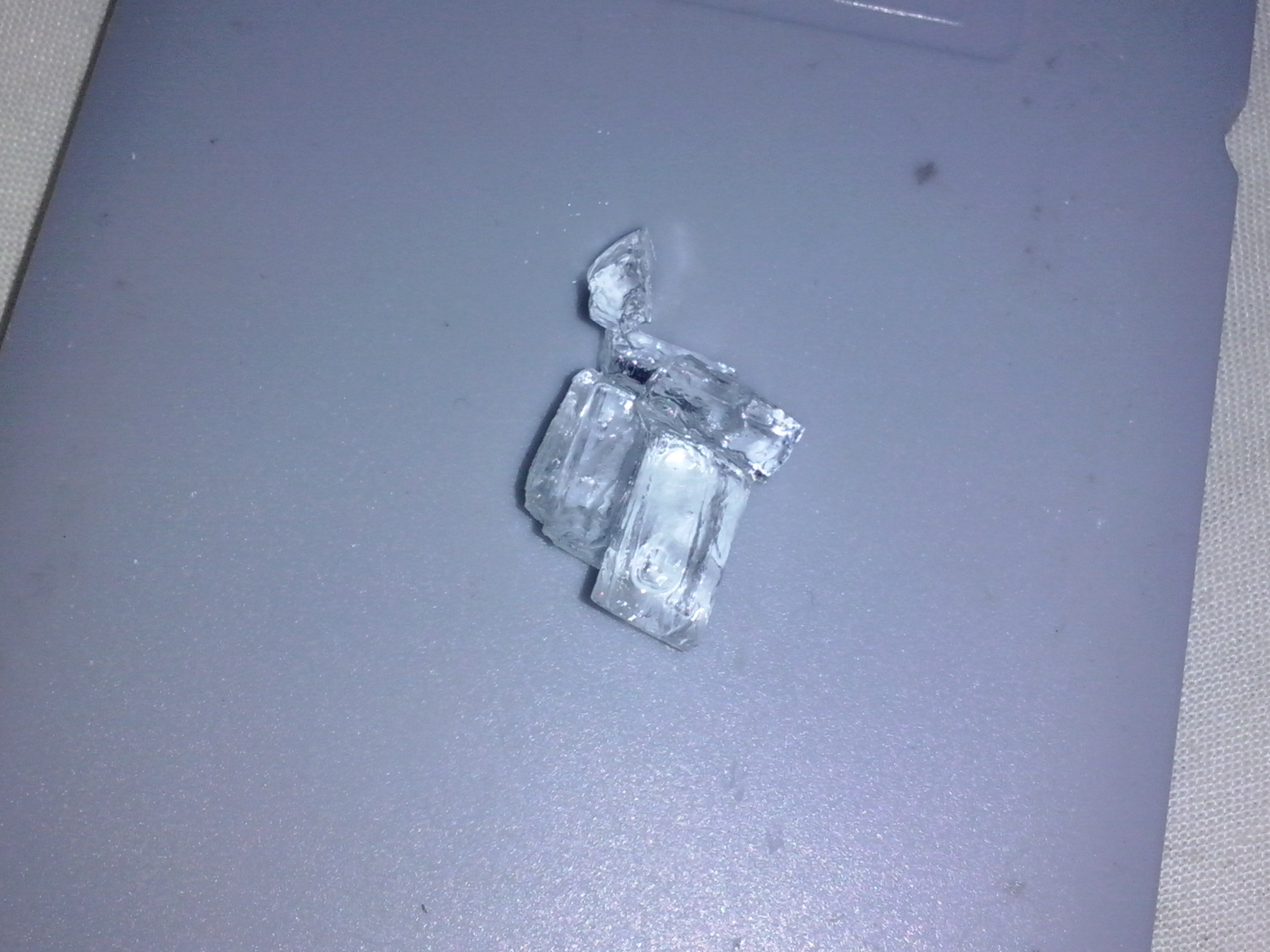
Tiosulfato de sodio

Se emplean sobre todo como fijadores en la fotografía donde forman complejos solubles (Na3[Ag(S2O3)2]) con las sales de plata que pueden ser fácilmente eliminadas por lavado, de la capa fotosensible. Se usa además para eliminar el cloro de las soluciones, o como blanqueador en diferentes industrias, tales son los casos del marfil, la fabricación de la pulpa de papel o en la industria de cuero; y en la industria textil es usado como fijador del color y como colorante.
En laboratorios farmacéuticos se utiliza como reactivo o solución volumétrica (con una normalidad de 0,10584) para análisis cuantitativos o valoraciones. En el campo médico, se aplica como tratamiento contra ciertos gusanos parásitos; y es conocido su uso como antídoto por intoxicación con cianuro. Es muy utilizado en las minas de extracción de plata.

## Síntesis
El tiosulfato de sodio se obtiene calentando a reflujo una disolución de sulfito de sodio (Na2SO3) con azufre elemental. La disolución es filtrada, concentrada y enfriada, obteniendo el tiosulfato de sodio pentahidratado (Na2S2O3 · 5 H2O) en forma de prismas incoloros. Mecanísticamente se trata de un ataque nucleofílico del par de electrones libres del azufre del sulfito sobre un átomo del azufre elemental parecido a la formación de los polisulfuros y disulfuros a partir de sulfuros.